# Miroir cylindro-parabolique

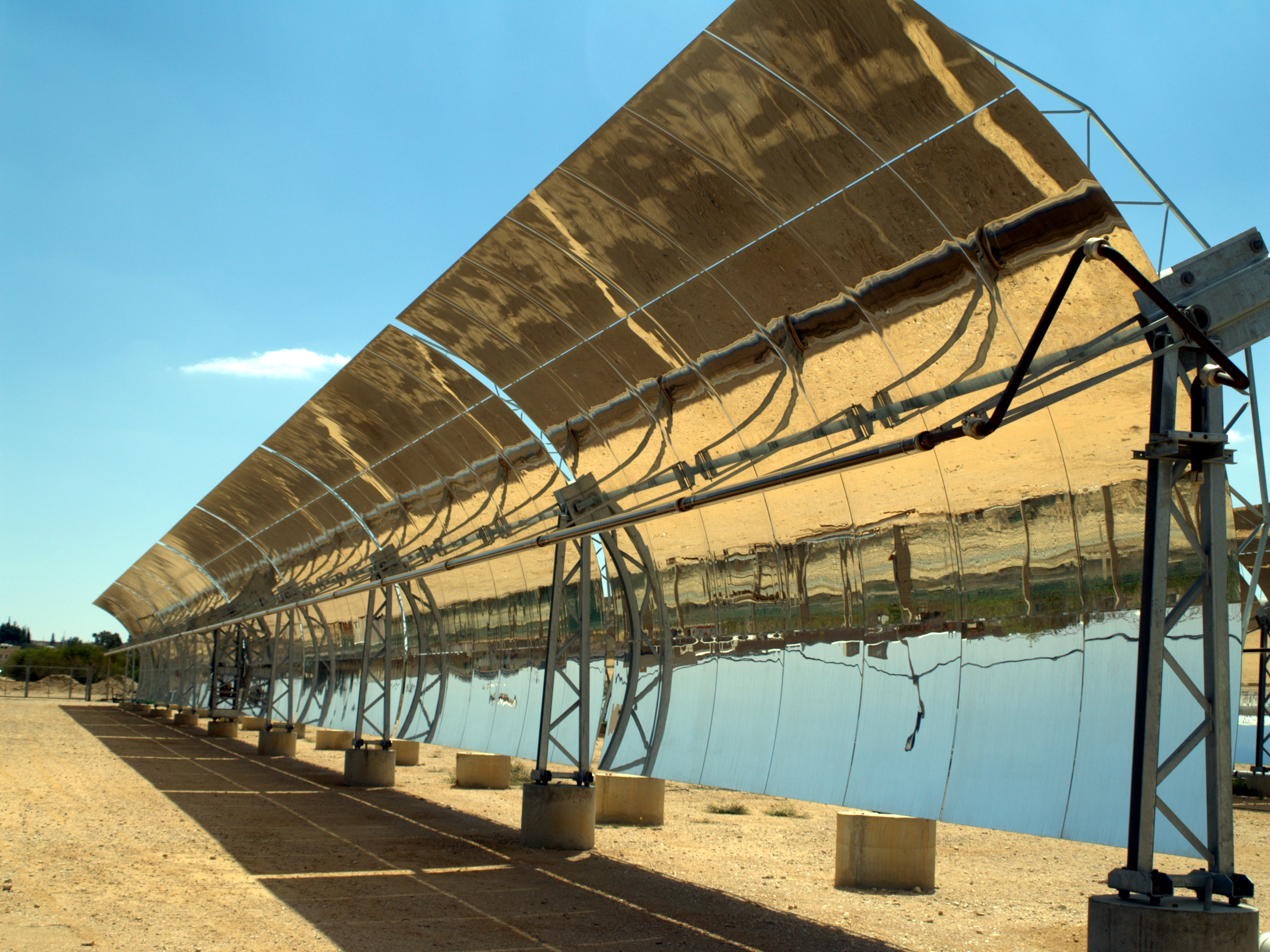
Ensemble de miroirs cylindro-paraboliques situés dans le Ben-Gurion National Solar Energy Center en Israël.

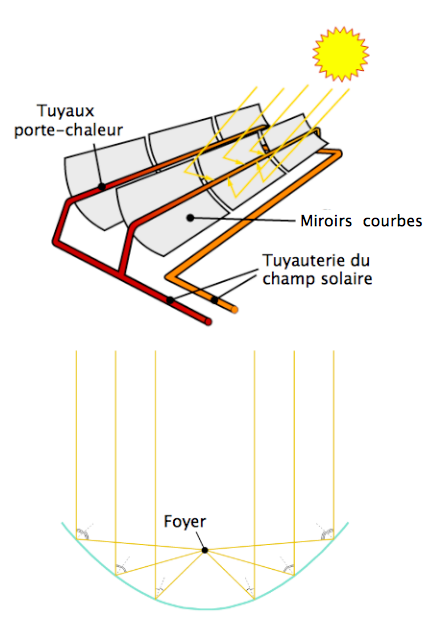
Schéma d'une ferme de miroirs cylindro-paraboliques (haut), et une vue latérale montrant comment un MCP concentre la lumière solaire à son point focal.

Le miroir cylindro-parabolique est une des variantes du collecteur solaire thermique.

## Description
Il est constitué d'un long miroir (généralement recouvert d'un plaquage en argent ou en aluminium poli), rectangulaire, en forme de cylindre parabolique et, complété par un tube à double enveloppe sous vide (tube Dewar) qui court sur toute sa longueur le long de la droite focale. Les rayons solaires sont reflétés par le miroir pour converger sur le tube Dewar. L'alignement des panneaux peut être :
- statique selon un axe primaire nord-sud et pivotant dans le plan perpendiculaire correspondant, de façon à suivre un plan de la course elliptique du Soleil au cours de la journée.
- alignée selon un axe est-ouest. Dans ce cas l'efficacité du collecteur est diminuée en proportion du décalage angulaire conjugué, mais cette configuration peut être choisie si l'on préfère supprimer le moteur de positionnement perpétuel (et sa maintenance). Dans cette configuration, on corrige l'orientation beaucoup plus occasionnellement, selon une cadence saisonnière et non pas quotidienne. Ce type de configuration ne produit son rendement optimal qu'aux dates d'équinoxe de printemps et d'automne, la déviance de focale s'accroissant progressivement dans l'intervalle, et variant également de manière constante au cours de la journée, avec un minima à l'heure du zénith.

À cause de ces diverses sources d'erreur, les MCP à ajustement saisonnier sont généralement conçus avec un ratio inférieur de concentration solaire. Certains systèmes de mesures spécifiques ont également été développés afin d'améliorer les procédures de positionnement.
Le fluide caloporteur qui accumule l'énergie captée au niveau du tube Dewar est le plus souvent une variété d'huile. Sa température optimale est de l'ordre de quelque 400 °C. Lors de l'écoulement dans le circuit de transfert extérieur, la chaleur du fluide réchauffe la vapeur d'un générateur à turbine standard. Le procédé est très économique : le rendement thermique, restreint au tube Dewar, est de l'ordre de 60 à 80 %. Le rendement intégral, considéré depuis le collecteur jusqu'au réseau, soit : (énergie électrique fournie)/(énergie solaire absorbée), est de l'ordre de 15 %, c'est-à-dire similaire au rendement photovoltaïque, mais inférieur cependant à celui obtenu par un concentrateur parabolique Stirling.
Les centrales héliothermodynamiques équipées de cylindro-paraboliques et en production commerciale actuellement sont des centrales hybrides, du combustible fossile étant utilisé durant la période nocturne. Les règlementations imposent une limitation de la consommation en combustible fossile à un maximum de 27 % pour rendre la centrale éligible au statut de source d'énergie renouvelable. Ces centrales étant hybrides et comportant stations de refroidissement, condenseurs, accumulateurs et autres équipements, les rendements, relativement à la surface occupée sont très variables.